# اسلام در بلژیک

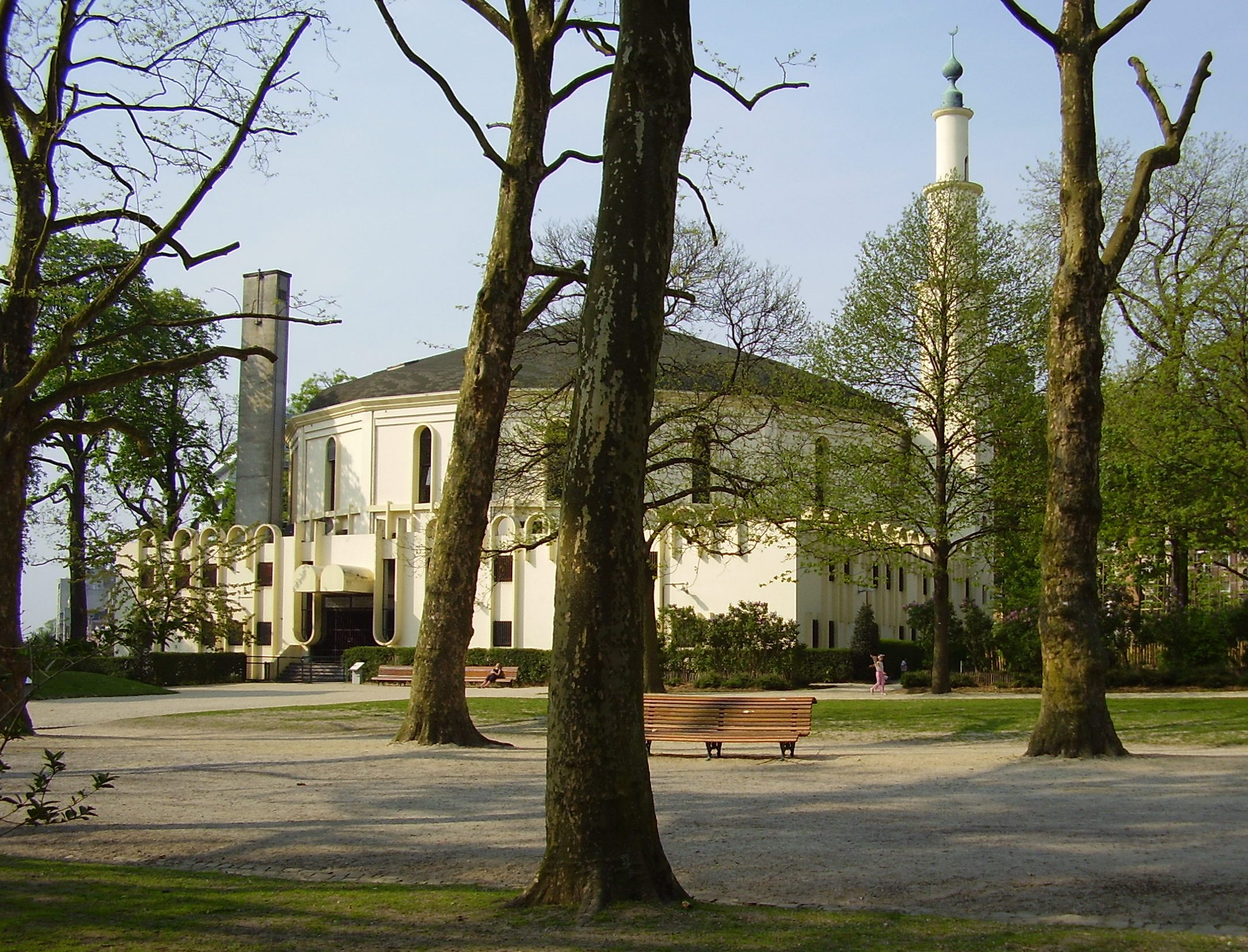
مسجد جامع بروکسل

اسلام بعد از مسیحیت دومین دین بزرگ در بلژیک است. تعداد دقیق مسلمانان در بلژیک مشخص نیست اما منابع مختلف تخمین می‌زنند که ۴٫۰ تا ۶٫۵ درصد از جمعیت این کشور به دین اسلام پایبند باشند. اولین حضور ثبت شده اسلام در بلژیک در سال ۱۸۲۹ بود، اما بیشتر مسلمانان بلژیک مهاجرانی از نسل اول، دوم یا سوم هستند که بعد از دهه ۱۹۶۰ وارد این کشور شده‌اند.

## تاریخ
اولین حضور اسلام در بلژیک در سال ۱۸۲۹ میلادی، یعنی یک سال قبل از استقلال این کشور ثبت شده‌است. بنابر گزارشی توسط کنسولگری ترکیه در آنتورپ در آن زمان تقریباً ۶۰۰۰ مسلمان در بلژیک تخمین زده شد. در طول جنگ جهانی دوم، سربازان مسلمان فرانسوی از آفریقای غربی فرانسه در جنوب شرقی مستقر بودند. در سال ۱۹۶۴، توافق‌نامه دوجانبه مهاجرت کار بین بلژیک، ترکیه و کشورهای مغرب امضا شد. بیش از ۱۰ هزار کارگر از این کشورها به بلژیک نقل مکان کردند و بیشتر در مشاغل کارگری مانند استخراج زغال‌سنگ، فولاد سازی، صنعت اتومبیل و غیره کار می‌کردند. این امر در سال ۱۹۷۴ متوقف شد و ورود کلیه کارگرهای خارجی به کشور ممنوع شد و در همان سال، اسلام رسماً به عنوان یک دین در بلژیک شناخته شد.
طبق نظرسنجی سال ۲۰۰۶، ۶۱ درصد از جمعیت بلژیک فکر می‌کردند که در آینده تنش بین مسلمانان و سایر جوامع افزایش یابد.
در سال ۲۰۱۱، مقامات بلژیکی ممنوعیت پوشاندن صورت در ملاعام را وضع کردند، به این معنی که پوشیدن نقاب و برقع با جامعه بلژیک ناسازگار تلقی می‌شود. این ممنوعیت توسط دو زن مسلمان در ابتدا در دادگاه قانون اساسی بلژیک و سپس در دادگاه حقوق بشر اروپا مورد اعتراض قرار گرفت، اما درنهایت تأیید شد.

## جمعیت‌شناسی
دولت بلژیک آماری از وابستگی‌های مذهبی جمع‌آوری یا منتشر نمی‌کند، بنابراین تعداد دقیق مسلمانان در بلژیک مشخص نیست. اما در سال ۲۰۱۴، منابع مختلف مسلمانان را ۴٫۰ تا ۶٫۵ درصد از جمعیت کشور تخمین زده‌اند. مرکز روابط اروپا در سال ۲۰۰۰ تخمین زد که در بلژیک حدود ۳۰٬۰۰۰ مسلمان وجود دارد.
نابرابری در میان مسلمانان و غیرمسلمانان بلژیک امری مشهود است و بیشتر مسلمانان در مناطق کمتر برخوردار شهرهای بزرگ متمرکز شده‌اند. تقریباً ۴۰٪ از مسلمانان بلژیک در پایتخت، بروکسل زندگی می‌کنند. همچنین تقریباً ۳۹٪ در فلاندر و ۲۱٪ در والونی زندگی می‌کنند.

## مذاهب
اکثریت قریب به اتفاق مسلمانان در بلژیک سنی مذهب هستند. ایزابل پرایل، معاون رئیس اجرایی مسلمانان بلژیک، در سال ۲۰۱۰ تخمین زد که حدوداً ۱۰٪ از بلژیکی‌های مسلمان شیعه هستند. همچنین حضور مذهب احمدیه نیز تا اندازه‌ای وجود دارد.

## هویت
گزارش بنیاد سوروس متعلق به جورج سوروس ۲۰۱۱ با عنوان مسلمان در آنتورپ نشان می‌دهد که مسلمانان نسبت به محله‌ای که در آن زندگی می‌کنند و شهر آنتورپ «احساس تعلق شدید» دارند اما به‌طور کلی کمتر به کشور بلژیک احساس تعلق می‌کنند.

## دینداری
نظرسنجی‌های انجام شده در سال‌های ۱۹۹۴ و ۱۹۹۶ کاهش دینداری را بر اساس کاهش مشارکت در مساجد، کاهش اهمیت آموزش مذهبی و غیره مشاهده کرد. به گفتهٔ این نظرسنجی‌ها این کاهش انجام مناسک در جوانان مسلمان بیشتر دیده می‌شود. با این حال، سایر مطالعات اخیر نشان می‌دهد که در حالی که مشارکت در فعالیت‌های مذهبی در میان جوانان مسلمان کاهش می‌یابد، آنها بیشتر از نظر فرهنگی با اسلام همذات پنداری می‌کنند.
یک تحقیق در سال ۲۰۰۹ نشان داد که اکثر مسلمانان در بلژیک از «جدایی بین دین و دولت» حمایت می‌کنند. مطالعه ای در سال ۲۰۱۰ نشان داد که در حالی که مسلمانان تأکید زیادی بر آزادی مذهب داشتند و اکثریت قریب به اتفاق مردم اعتقاد داشتند که مردم باید آزاد باشند در صورت تمایل از اسلام خارج شوند، اما آنها با ایده ازدواج مسلمانان با غیر مسلمانان راحت نیستند.

## فرهنگ
سه سبک موسیقی محبوب در میان مسلمانان در بلژیک در سال ۲۰۱۱ شامل نشید، اندلس (ژانر موسیقی مراکشی) و هیپ هاپ بود.

## سیاست
یک مطالعه در سال ۲۰۰۹ در مجله بروکسل مطالعات منتشر شد که نتیجه گرفت دانش آموزان دبیرستانی مراکشی‌تبار و ترک‌تبار در بروکسل تمایل بیشتری به رای دادن به حزب سوسیالیست دارند.
براساس نظرسنجی iVOX در سپتامبر ۲۰۱۶ در مورد مسلمانان بلژیک نشان داد که ۵۳٪ با این جمله موافق هستند: «من هیچ مشکلی با همجنس‌گرایی ندارم.» تقریباً ۳۰٪ نیز مخالف بودند در حالی که بقیه از جواب دادن امتناع کردند یا مطمئن نبودند.
در سال ۲۰۱۲، یک حزب سیاسی جدید به نام «اسلام» با چهار نامزد تأسیس شد که در انتخابات محلی ۲۰۱۲ به ۲ کرسی در مناطق مولنبیک و آندرلشت بروکسل دست یافت. هدف آن یک اسلام‌گرایی است. سیاست‌های آن شامل جدا شدن زنان و مردان در حمل و نقل عمومی، مدارس مجبور به ارائه گوشت حلال و اجبار پوشیدن روسری است. سیاست آن جایگزینی قوانین مدنی و کیفری بلژیک با احکام اسلام است. در انتخابات محلی ۲۰۱۸، این حزب پس از کسب کمتر از ۲ درصد آرا در آنجا کرسی سن-ژان-مولنبیک خود را از دست داد.

## تبعیض
یک نظرسنجی در سال ۲۰۱۱ توسط انجمن باز نشان داد که ۷۴٪ از مسلمانان تحت «تعصب زیاد» نسبتاً زیاد قرار دارند.  در فوریه ۲۰۰۸، دو زن جوان با اصالت مغرب در لیژ مورد حمله و لفاظی‌های قومی قرار گرفتند. یکی از عاملان این جنبش وابستگی‌های افراط گرایانه راست را داشت. در سال ۲۰۱۱، حزب راست افراطی ولامس بلنگ تظاهراتی علیه مسلمانان مقابل مسجد احمدیه در بروکسل ترتیب داد. در ماه پس از بمب‌گذاری در بروکسل ۲۰۱۶، مجموعه ضد اسلام هراسی بلژیک (CCIB) 36 جنایت نفرت‌انگیز علیه مسلمانان را ثبت کرد.  زنان مسلمان بلژیکی بیش از مردان در زمینه‌های اشتغال و تحصیل مورد تبعیض هستند.
گروه مستقر در بروکسل، Bruxelloise et Voilée در مارس ۲۰۱۵ تأسیس شد و توسط زنان جوان بلژیکی مسلمان اداره می‌شود. این هدف اهداف خود را به عنوان «ارتقای جامعه چند فرهنگی در مبارزه با تبعیض و کلیشه‌ها، به ویژه علیه زنان محجبه مسلمان» ذکر کرده‌است.
به دنبال تصویب فرمان اجرایی ۱۳۷۶۹ توسط دونالد ترامپ رئیس‌جمهور آمریکا، اعتراض دانشجویان در بروکسل در بورس اوراق بهادار بروکسل در همبستگی با پناهندگان مسلمان و بلژیکی‌های مسلمان برگزار شد.

## مسلمانان برجستهٔ بلژیک
- جواد اشب، تکواندو کار
- لوبنا آزابال، بازیگر
- میمونت بوساکلا، سیاستمدار
- موریل دگاوگ، روزنامه‌نگار
- موسی دمبله، بازیکن فوتبال
- مروان فلاینی، بازیکن فوتبال
- حادثه، خواننده
- عدنان یانوزای، بازیکن فوتبال
- سعد ال خذراوی، سیاستمدار
- زکیه خطابی، سیاستمدار
- یحیی میچوت، استاد
- جمال بن صدیق، کیک‌بوکسر
- زینب سیور، مدل

## مطالعهٔ بیشتر
- De Raedt, Thérèse (April 2004). "Muslims in Belgium: a case study of emerging identities". Journal of Muslim Minority Affairs. 24 (1): 9–30. doi:10.1080/1360200042000212160.
- اسلام و مسلمانان در بلژیک. چالش‌ها و فرصت‌های یک جامعه چند فرهنگی. گزارشی در مورد رابطه بین حقوق فردی و استانداردهای جامعه، Fondation Roi Baudouin، ۲۰۰۴